# Ото Константин фон Зайн-Витгенщайн-Берлебург
Ото Константин Емил Франц фон Зайн-Витгенщайн-Берлебург (на немски: Otto Konstantin Emil Franz Prinz zu Sayn-Wittgenstein-Berleburg; * 11 юни 1878, Мюнхен; † 16 ноември 1955, Бад Ишъл, Австрия) е принц от Зайн-Витгенщайн-Берлебург.

## Произход
Той е син на принц Франц Емил Луитполд фон Зайн-Витгенщайн-Берлебург (1842 – 1909) и съпругата му Юлия Кавалканти де Албукверк де Виленьов (1859 – 1930), дъщеря на Др. Юлио Констанцио де Виленьов, комес Романус (1839 – 1910) и Анна Мария Кавалканти де Албукверк (1837 – 1890). Внук е на принц Август Лудвиг фон Зайн-Витгенщайн-Берлебург (1788 – 1874) и Франциска Алесина, наричана фон Швайцер (1802 – 1878). Правнук е на 1. княз Кристиан Хайнрих фон Зайн-Витгенщайн-Берлебург (1753 – 1800) и графиня Шарлота фон Лайнинген-Вестербург (1759 – 1831). Той има две сестри Елеонора Анна Луиза (1880 – 1965) и Анна Луиза Констанция (* 1884).

## Фамилия
Първи брак: на 25 септември 1909 г. в Лангенцел с Елизабет Фердинанда фон Льовенщайн-Вертхайм-Фройденберг (* 5 май 1890, Лангенцел; † 9 март 1953, Франкфурт на Майн), дъщеря на принц Алфред фон Льовенщайн-Вертхайм-Фройденберг (1855 – 1925) и графиня Паулина фон Райхенбах-Лесониц (1858 – 1927). Те се развеждат на 13 април 1923 г. Имат 4 деца:
- Франц Вилхелм Ото Алфред Константин Емил (* 24 август 1910, Франкфурт на Майн; † 19 май 2001, Гмунд ам Тегернзе), женен на 21 февруари 1942 г. в Берлин за принцеса Габриела фон Изенбург-Бюдинген-Вехтерсбах (1911 – 2000); няма деца
- Август Рихард Виктор Паул Удо (* 13 февруари 1913, Мюнхен; † 22 декември 1939, Берлин, убит от Гестапо)
- Казимир Йоханес Лудвиг Ото (* 22 януари 1917, Франкфурт на Майн; † 21 февруари 2010), женен I. на 21 април 1939 г. в Хамбург (развод 1949) за Ингрид Алзен (1915 – 1966), II. на 1 май 1950 г. в Лондон за Ирис Риле (1917 – 2004); имат двама сина; III. на 13 февруари 1988 г. в Нида, Хесен, за Беатрикс фон Айхел (* 1942)
- Готфрид Станислаус Фридрих Паул (* 16 септември 1920, Гисен; † 28 ноември 1941, Ршев, близо до Волно Кошевинково, Русия, в битка)

Елизабет Фердинанда фон Льовенщайн-Вертхайм-Фройденбергсе омъжва втори път на 28 март 1930 г. във Франкфурт на Майн за индустриалеца Рихард Мертон (* 1 декември 1881, Франкфурт на Майн; † 6 януари 1960, Франкфурт на Майн). Той осиновява нейните деца.
Втори брак: на 3 юни 1929 г. в Мюнхен с Илзе Лампи (* 26 август 1901, Линц а.Д.; † 24 август 1983, Ротах-Егерн), дъщеря на Др. Рудолф Лампи и Анна Шаусбергер. Те имат една дъщеря:
- Александра Юлиана (* 2 декември 1932, Ротач-Егерн), омъжена на 15 април 1955 г. за Др. Ортвин Бек (1915 – 1995); имат двама сина